# François Mazet
François Mazet (Párizs, 1943. február 24. –) francia autóversenyző.

## Pályafutása
1969-ben megnyerte a francia Formula–3-as bajnokságot.
1971-ben egy futamon vett részt a Formula–1-es világbajnokságon. Mazet hazája nagydíján volt jelen. Végül öt kör hátrányban a győztes Jackie Stewart mögött, a tizenharmadik helyen ért célba.

## Eredményei

### Teljes Formula–1-es eredménysorozata
(Táblázat értelmezése)

(Félkövér: pole-pozícióból indult; dőlt: leggyorsabb kört futott) 

| Év   | Csapat                 | Modell    | Motor       | 1   | 2   | 3   | 4   | 5      | 6   | 7   | 8   | 9   | 10  | 11  | Helyezés | Pont |
| ---- | ---------------------- | --------- | ----------- | --- | --- | --- | --- | ------ | --- | --- | --- | --- | --- | --- | -------- | ---- |
| 1971 | Jo Siffert Automobiles | March 701 | Cosworth V8 | RSA | ESP | MON | NED | FRA 13 | GBR | GER | AUT | ITA | CAN | USA | -        | 0    |